# Кастињола (Бергамо)
Кастињола је насеље у Италији у округу Бергамо, региону Ломбардија.
Према процени из 2011. у насељу је живело 68 становника. Насеље се налази на надморској висини од 955 м.